# Ружомберок
Ружомберок (слч. Ružomberok, мађ. Rózsahegy) град је у Словачкој и четврти по важности град у Жилинског краја.

## Географија
Ружомберок је смештен у северном делу државе. Главни град државе, Братислава, налази се 260 км југозападно.
Рељеф: Ружомберок се развио у средишњем делу Татри. Град је смештен у котлини реке Вах. Котлина је са севера ограђена Високим Татрама, са југа Ниским Татрама, а са запада Великим Фатрама. Надморска висина града је близу 500 m, па је то један од виших градова у Словачкој.
Клима: Клима у Ружомбероку је континентална са оштријом цртом због знатне надморске висине и планинске околине.
Воде: Кроз Ружомберок протиче река Вах, најважнија река у целој држави. Град се налази у горњем делу њеног тока и река га дели на јужни и северни део.

## Историја
Људска насеља на овом простору датирају још из праисторије. Насеље под овим именом први пут се спомиње у 1233. г. као немачко насеље. 1318. г. Ружомберок добија градска права. Град је вековима био у саставу Угарске. 1907. г. овде се десила тзв. "Трагедија у Чернови".
Крајем 1918. г. Ружомберок је постао део новоосноване Чехословачке. У време комунизма град је нагло индустријализован, па је дошло до наглог повећања становништва. После осамостаљења Словачке град је постао њено значајно средиште, али је дошло и до проблема везаних за преструктурирање привреде.
Овде се налази ФК Ружомберок.

## Становништво
| Година:    | 1994.  | 2004.   | 2014.   | 2024.   |
| ---------- | ------ | ------- | ------- | ------- |
| Број људи: | 30 660 | 30 058  | 27 551  | 26 384  |
| Разлика:   |        | -1,96 % | -8,34 % | -4,23 % |

| Година:    | 2023.  | 2024.   |
| ---------- | ------ | ------- |
| Број људи: | 26 548 | 26 384  |
| Разлика:   |        | -0,61 % |

Данас Ружомберок има близу 30.000 становника и последњих година број становника опада.
Етнички састав: По попису из 2001. г. састав је следећи:
- Словаци - 96,6%,
- Роми - 1,0%,
- Чеси - 0,9%,
- остали.

Верски састав: По попису из 2001. г. састав је следећи:
- римокатолици - 75,5%,
- атеисти - 14,6%,
- лутерани - 5,5%,
- остали.

## Партнерски градови
- Бачки Петровац
- Хлучин

## Галерија
- Поглед на град са околних брда
- Пешачка улица
- Градска кућа
- Нови део града